# 三枝正裕
三枝 正裕（さいぐさ まさひろ、1921年〈大正10年〉3月4日 - 2001年〈平成13年〉10月19日）は、日本の医学者、医師。専門は心臓血管外科学。東京大学胸部外科第二代教授。東京大学名誉教授。医学博士。

## 経歴・人物
1921年（大正10年）、広島県呉市に生まれる。旧制静岡県立静岡中学校、旧制静岡高等学校を経て、1945年（昭和20年）9月、東京帝国大学医学部卒業。海軍軍医（4月見習士官、9月復員）。同年10月、第二外科（都築正男教授）に入局。当時木本誠二を中心に開発が進められていた心臓外科の研究に従事、その成果が「非チアノーゼ性先天性心疾患の血行動態に関する研究」としてまとめられ、1956年（昭和31年）、医学博士。1958年（昭和33年）5月、昭和医科大学教授（外科学）。1961年（昭和36年）9月、心臓外科グループのチーフとして母校に戻り、東京大学講師。1965年（昭和40年）5月、同助教授、1968年（昭和43年）4月、木本誠二の後を受け、第二代胸部外科学講座教授に就任。当時は大学紛争のさなかであり、研究もままならなかった。その後、臨床や研究が正常に行われるようになると、アルコール保存同種弁、無輸血体外循環、刺激伝導障害、心臓超音波検査法、心筋保護法などの優れた研究業績を残した。教授在職中、東京大学評議員、東京大学医学部附属病院長（1979年（昭和54年）4月 - 1981年（昭和56年）3月）等を歴任した。
学外においては、第1回日本心臓血管外科協議会会長、第19回日本脈管学会会頭、第32回日本胸部外科学会会長として学術集会を主宰、日本の心臓血管外科の発展に尽力した。1973年（昭和48年）〜1975年（昭和50年）、国際心臓血管外科学会副会長、1973年（昭和48年）〜1979年（昭和54年）、同学会アジア支部総務幹事、1986年（昭和61年）〜1991年（平成3年）、同学会アジア支部長を歴任、日本の心臓血管外科の国際化にも貢献した。1981年（昭和56年）、東京大学を定年退職。1987年（昭和62年）まで国立療養所中野病院院長、1997年（平成9年）まで熱海所記念病院理事長・院長。1994年（平成6年）から日本心臓ペースメーカー友の会会長。日本の心臓血管外科の黎明期から心臓血管外科の発展に尽くし、現役を退いた後も学会を通して指導に情熱を傾けた。

## 著書
- 『外科臨床に必要な最近の薬剤とその使い方』 三枝正裕 編集企画 金原 1982.1
- 『三枝正裕教授退職記念胸部外科教室業績集』 三枝正裕教授退職記念会編 三枝正裕教授退職記念会 1981.4
- 『新臨床外科全書 三枝正裕編集』 金原 1978.7
- 『胆石症へのアプローチ』 佐藤寿雄 編集企画 金原 1978.7
- 『胸部外科学』 三枝正裕, 和田達雄, 浅野献一 編集 ; 鷲尾正彦 等執筆 金原 1977.4
- 『心臓ペースメーカーの臨床』 三枝正裕 等共著 金原 1973
- 『術中・術後の処置 : 現在および将来における外科の問題点』 真興交易図書出版部 1971
- 『ME入門講座』 大島正光 等編 金原 1970
- 『「ショック」その基礎と臨床』 三枝正裕 編 真興交易株式会社医書出版部 1969

## 家族
- 兄 三枝康高 - 文芸評論 静岡大学教授
- 弟 三枝充悳 - インド哲学 筑波大学教授